# عمر أمرير
عمر أمرير (مواليد 1949)، هو كاتب وشاعر وباحث وإعلامي مغربي.

## نشأته ودراسته
ولد سنة 1949 بقبيلة ايداومحمود القاطنة على سفوح وقمم أطلس درن التابعة حاليا لإقليم تارودانت، وبها درس ابتدائيا وانتقل إلى مراكش ثم إلى فاس حيث حصل على الإجازة في الاداب سنة 1972 وانجز بحثه للإجازة في موضوع الشعر الامازيغي المغربي/ منطقة سوس. وفي سنة 1987 حصل على ديبلوم الدراسات العليا المعمقة في الاداب كذلك.. ثم في سنة 1998 ناقش اطروحة الدكتوراه بمدرج الشريف الادريسي (الذي كان يسمى مدرج الدراسات الامازيغية أيام الحماية) تحت موضوع “رموز الشعر الامازيغي وتأثيرها بالإسلام ” ونال باستحقاق كبير ميزة مشرف جدا.. واشتغل الدكتور استاذا جامعيا بكلية الاداب بمدينة الدار البيضاء.

## من مؤلفاته
- الشعر المغربي الأمازيغي: لهجة سوس.
- أمالو من الفنون الشعبية المغربي.
- الشعر الأمازيغي المنسوب إلى سيدي حمو طالب.
- المتنبي في دراسات المستشرقين.
- كتاب: «جذور الديموقراطية في المغرب: ديموقراطية قبيلة أيت عبد الله نموذجا 1914 1934)»[2]
- كتاب: «العصاميون السوسيون في الدار البيضاء» (2014).[3]

## وصلات خارجية
- (جريدة الصباح المغربية): حوار مع الدكتور عمر امرير.
- صفحة الدكتور عمر امرير على موقع كودريدز.